# Peter Lovett

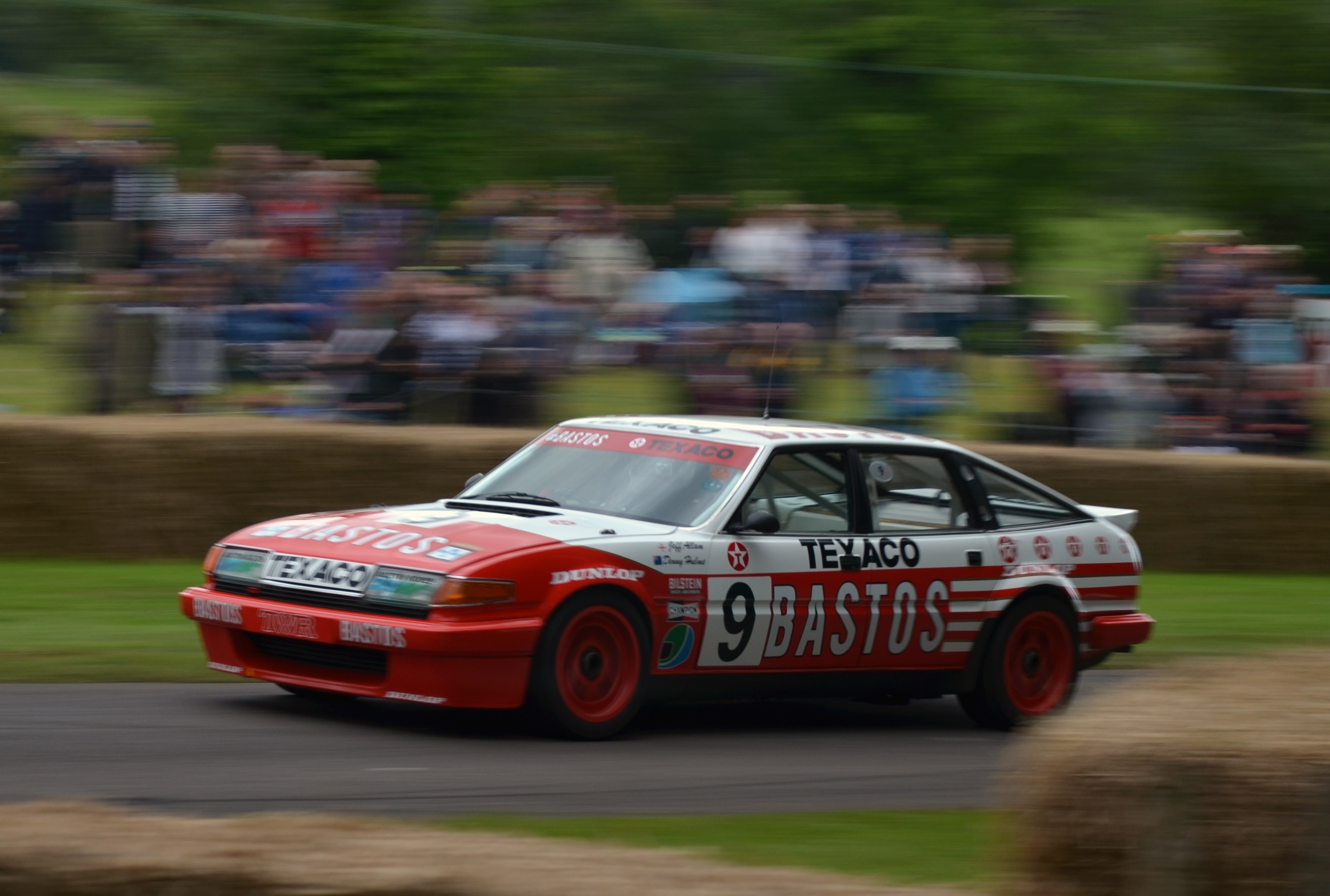
TWR-Rover 3500S

Peter Charles „Pete“Lovett (* 6. März 1950 in Leicester) ist ein britischer Unternehmer und ehemaliger Autorennfahrer.

## Karriere als Rennfahrer
Peter Lovett war in den 1980er-Jahren in der Britischen Tourenwagen-Meisterschaft erfolgreich. Die Meisterschaft 1981 beendete er als Gesamtsechster (Meister Win Percy). Lovett bestritt die Meisterschaft auf einem Rover 3500S für das Team von Tom Walkinshaw. 1983 gehörte er neben seinen Teamkollegen Jeff Allam und Steve Soper zu den Meisterschaftsfavoriten. Das Team TWR wurde jedoch im Laufe der Saison wegen unerlaubten Veränderungen an den Rover-Einsatzfahrzeugen disqualifiziert. Lovett ging für das Team auch in der Tourenwagen-Europameisterschaft an den Start. Gemeinsam mit Allam und Soper wurde er 1983 Dritter beim 24-Stunden-Rennen von Spa-Francorchamps.
Zwischen 1977 und 1982 war der fünfmal beim 24-Stunden-Rennen von Le Mans am Start. Bei keinem seiner Einsätze konnte er sich im Schlussklassement platzieren.

## Unternehmer
Nach dem Ende seiner Rennkarriere 1987 übernahm Lovett das Unternehmen seines Vaters. An mehreren Standorten im Südengland, unter anderem in Bath und Bristol, vertreibt er neben Fahrzeugen von BMW, exklusive Sportwagen von Ferrari, Maserati, Aston Martin und Porsche.

## Statistik

### Le-Mans-Ergebnisse
| Jahr | Team                | Fahrzeug                | Teamkollege     | Teamkollege       | Platzierung | Ausfallgrund         |
| ---- | ------------------- | ----------------------- | --------------- | ----------------- | ----------- | -------------------- |
| 1977 | Charles Ivey Racing | Porsche 911 Carrera RSR | John Cooper     | John Rulon-Miller | Ausfall     | Motorschaden         |
| 1979 | J.C. Racing Ltd.    | Lola T380               | John Cooper     | John Morrison     | Ausfall     | Elektrik             |
| 1980 | Charles Ivey Racing | Porsche 935K3           | John Cooper     | Dudley Wood       | Ausfall     | Zylinderkopfdichtung |
| 1981 | Mazdaspeed Co. Ltd. | Mazda RX-7              | Tetsu Ikuzawa   | Tom Walkinshaw    | Ausfall     | Motorschaden         |
| 1982 | Mazdaspeed Co. Ltd. | Mazda RX-7              | Chuck Nicholson | Tom Walkinshaw    | Ausfall     | Motorschaden         |